# Arithmomanie
Die Arithmomanie (aus dem Griechischen, dt. „Zahlenwahn“) ist eine Form der Zwangsstörung.

## Beschreibung
Grundsätzlich geht es darum, unaufhörliche Rechen- und Zählaufgaben durchzuführen. In erster Linie ist es eine Art Ritual. Die betroffene Person kann sich gezwungen fühlen, Dinge zu zählen, wie zum Beispiel die Anzahl Primzahlen oder das Berechnen der notwendigen Quadratkilometer, um alle Menschen bei einer Dichte von 3 Personen pro Quadratmeter unterzubringen.
Der berühmte Mathematiker John Forbes Nash schien solche Störungen aufzuweisen.

## Therapie
Bei einer leitliniengerechten Therapie von Zwangsstörungen steht die Psychotherapie mit kognitiv verhaltenstherapeutischen Methoden als wirksamste Maßnahme an erster Stelle. Eine medikamentöse Therapie soll nur ergänzend, beziehungsweise bei Fehlen oder Ablehnung einer kognitiven Verhaltenstherapie durchgeführt werden.